# Liste des cantons des Pyrénées-Atlantiques

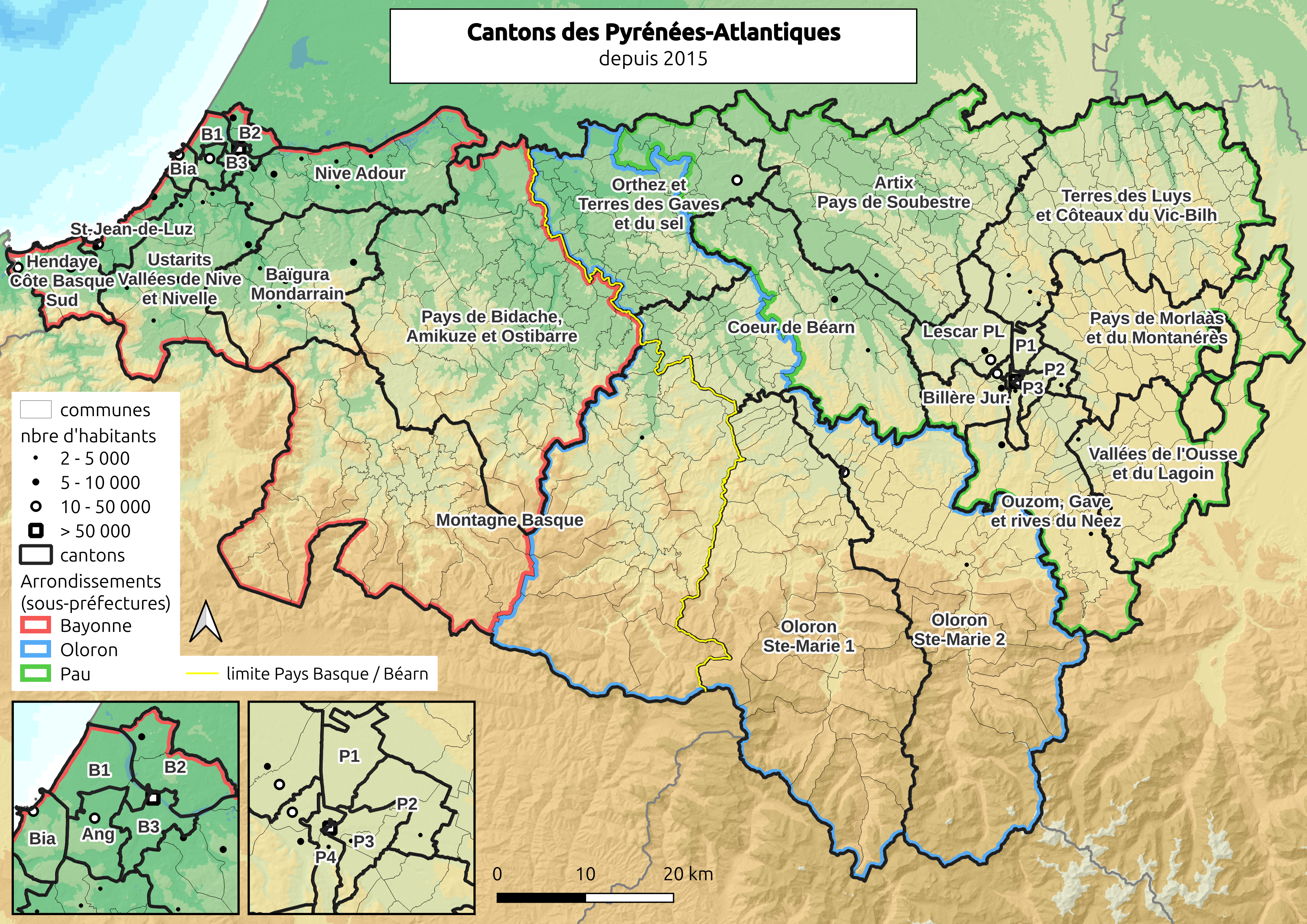
Découpage cantonal du département des Pyrénées-Atlantiques.

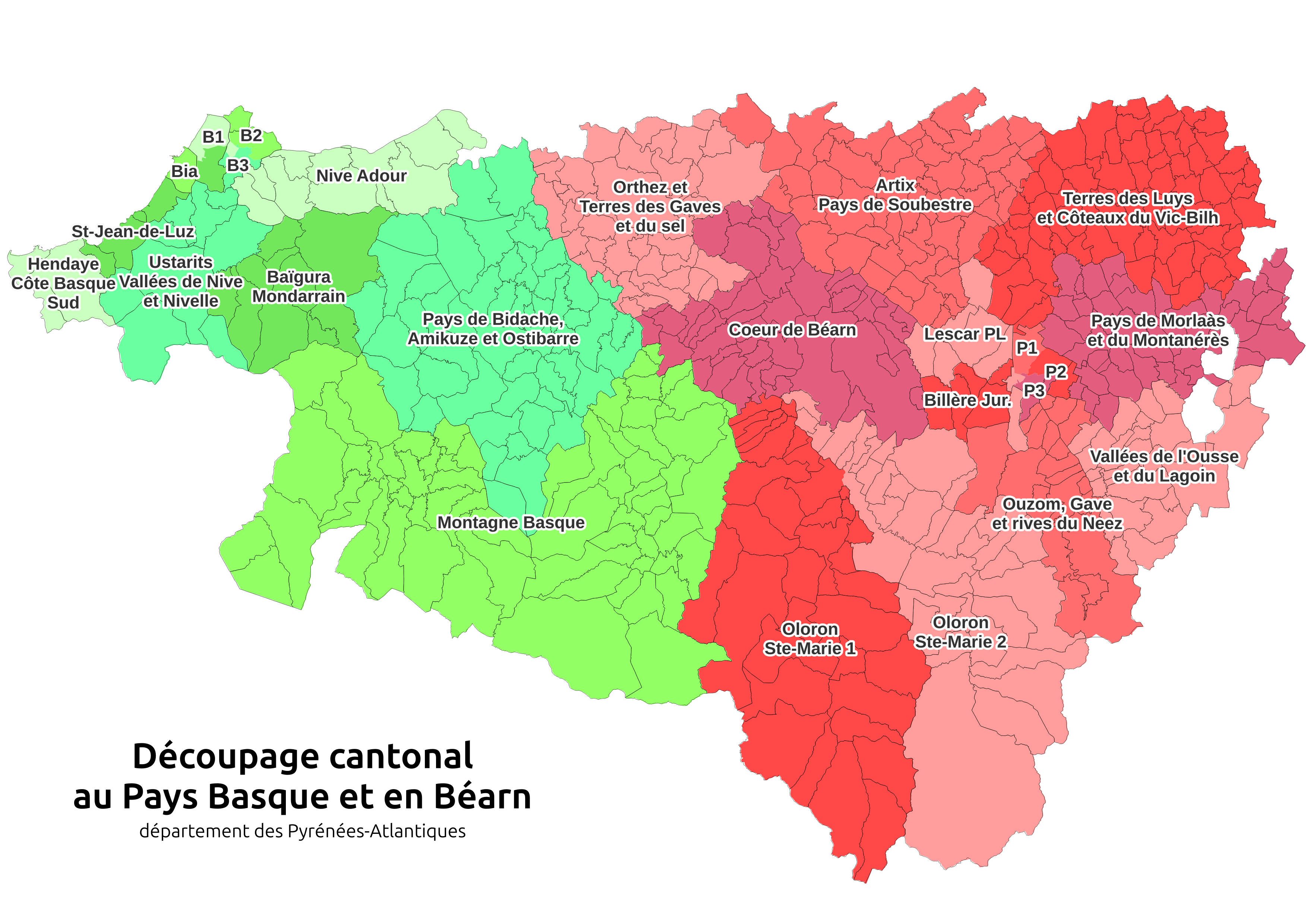
Cantons du Pays Basque et du Béarn depuis 2015

Le département des Pyrénées-Atlantiques compte 27 cantons depuis 2015, à la suite du redécoupage cantonal de 2014. Auparavant, leur nombre s'élevait à 52.

## Histoire

### Découpage cantonal avant 2015

Découpage cantonal antérieur à 2015.

#### Arrondissement de Bayonne(19 cantons -sous-préfecture:Bayonne)
- canton d'Anglet-Nord
- canton d'Anglet-Sud
- canton de La Bastide-Clairence
- canton de Bayonne-Est
- canton de Bayonne-Nord
- canton de Bayonne-Ouest
- canton de Biarritz-Est
- canton de Biarritz-Ouest
- canton de Bidache
- canton d'Espelette
- canton d'Hasparren
- canton d'Hendaye
- canton d'Iholdy
- canton de Saint-Étienne-de-Baïgorry
- canton de Saint-Jean-de-Luz
- canton de Saint-Jean-Pied-de-Port
- canton de Saint-Palais
- canton de Saint-Pierre-d'Irube
- canton d'Ustaritz

#### Arrondissement d'Oloron-Sainte-Marie(12 cantons - sous-préfecture:Oloron-Sainte-Marie)
- canton d'Accous
- canton d'Aramits
- canton d'Arudy
- canton de Laruns
- canton de Lasseube
- canton de Mauléon-Licharre
- canton de Monein
- canton de Navarrenx
- canton d'Oloron-Sainte-Marie-Est
- canton d'Oloron-Sainte-Marie-Ouest
- canton de Sauveterre-de-Béarn
- canton de Tardets-Sorholus

#### Arrondissement de Pau(21 cantons -préfecture:Pau)
- canton d'Arthez-de-Béarn
- canton d'Arzacq-Arraziguet
- canton de Billère
- canton de Garlin
- canton de Jurançon
- canton de Lagor
- canton de Lembeye
- canton de Lescar
- canton de Montaner
- canton de Morlaàs
- canton de Nay-Est
- canton de Nay-Ouest
- canton d'Orthez
- canton de Pau-Centre
- canton de Pau-Est
- canton de Pau-Nord
- canton de Pau-Ouest
- canton de Pau-Sud
- canton de Pontacq
- canton de Salies-de-Béarn
- canton de Thèze

### Redécoupage cantonal de 2014

Limites des cantons des Pyrénées-Atlantiques (2015).

Dans la poursuite de la réforme territoriale engagée en 2010, l'Assemblée nationale adopte définitivement le 17 avril 2013 la réforme du mode de scrutin pour les élections départementales destinée à garantir la parité hommes/femmes. Les lois (loi organique 2013-402 et loi 2013-403) sont promulguées le 17 mai 2013. Un nouveau découpage territorial est défini par décret du 25 février 2014 pour le département des Pyrénées-Atlantiques. Celui-ci entre en vigueur lors du premier renouvellement général des assemblées départementales suivant la publication du décret, soit en mars 2015. Les conseillers départementaux sont élus au scrutin majoritaire binominal mixte. Les électeurs de chaque canton éliront au Conseil départemental, nouvelle appellation des Conseils généraux, deux membres de sexe différent, qui se présenteront en binôme de candidats. Les conseillers départementaux seront élus pour 6 ans au scrutin binominal majoritaire à deux tours, l'accès au second tour nécessitant 10 % des inscrits au 1er tour. En outre la totalité des conseillers départementaux est renouvelée.
Ce nouveau mode de scrutin nécessite un redécoupage des cantons dont le nombre est divisé par deux avec arrondi à l'unité impaire supérieure si ce nombre n'est pas entier impair et avec des conditions de seuils minimaux. Dans les Pyrénées-Atlantiques le nombre de cantons passe ainsi de 52 à 27.
Les critères du remodelage cantonal sont les suivants : le territoire de chaque canton doit être défini sur des bases essentiellement démographiques, le territoire de chaque canton doit être continu et les communes de moins de 3 500 habitants sont entièrement comprises dans le même canton. Il n’est fait référence, ni aux limites des arrondissements, ni à celles des circonscriptions législatives.
Conformément à de multiples décisions du Conseil constitutionnel depuis 1985 et notamment sa décision no 2010-618 DC du 9 décembre 2010, il est admis que le principe d’égalité des électeurs au regard des critères démographiques est respecté lorsque le ratio conseiller/habitant de la circonscription est compris dans une fourchette de 20 % de part et d'autre du ratio moyen conseiller/habitant du département. Pour le département des Pyrénées-Atlantiques, la population de référence est la population légale en vigueur au 1er janvier 2013, à savoir la population millésimée 2010, soit 653 515 habitants. Avec 27 cantons la population moyenne par conseiller départemental est de 24 204 habitants. Ainsi la population de chaque nouveau canton doit-elle être comprise entre 19 363 habitants et 29 045 habitants pour respecter le principe de l'égalité citoyenne au vu des critères démographiques.

## Composition actuelle

### Composition détaillée
| N° | Nom du Canton                          | Bureau centralisateur | Population 2010                       | Écart /moyenne | Nombre de communes entières        | Communes composant le canton |
| -- | -------------------------------------- | --------------------- | ------------------------------------- | -------------- | ---------------------------------- | --- |
| 1  | Anglet                                 | Anglet                | fraction Anglet                       |                | fraction Anglet                    | Partie de la commune d'Anglet située au sud et à l'est d'une ligne définie par l'axe des voies et limites suivantes : depuis la limite territoriale de la commune de Biarritz, avenue de Biarritz, rue Sainte-Marguerite, avenue des Cyprès, rue des Fleuristes, allée des Camélias, rue des Primevères, rue de Hirigogne, rue des Cinq-Cantons, rue Paul-Courbin, boulevard du B-A-B, jusqu'à la limite territoriale de la commune de Bayonne. |
| 2  | Artix et Pays de Soubestre             | Artix                 | 26 044                                | 1,08           | 54                                 | Argagnon, Arget, Arnos, Arthez-de-Béarn, Artix, Arzacq-Arraziguet, Aussevielle, Balansun, Beyrie-en-Béarn, Bonnut, Bougarber, Bouillon, Boumourt, Cabidos, Casteide-Cami, Casteide-Candau, Castétis, Castillon (près d'Arthez-de-Béarn), Cescau, Coublucq, Denguin, Doazon, Fichous-Riumayou, Garos, Géus-d'Arzacq, Hagetaubin, Labastide-Cézéracq, Labastide-Monréjeau, Labeyrie, Lacadée, Lacq, Larreule, Lonçon, Louvigny, Malaussanne, Mazerolles, Méracq, Mesplède, Mialos, Momas, Mont, Montagut, Morlanne, Piets-Plasence-Moustrou, Pomps, Poursiugues-Boucoue, Saint-Médard, Sallespisse, Sault-de-Navailles, Séby, Serres-Sainte-Marie, Uzan, Viellenave-d'Arthez, Vignes. |
| 3  | Baïgura et Mondarrain                  | Cambo-les-Bains       | 22 562                                | 0,93           | 10                                 | Cambo-les-Bains, Espelette, Halsou, Hasparren, Itxassou, Jatxou, Larressore, Louhossoa, Macaye, Souraïde. |
| 4  | Bayonne-1                              | Bayonne               | fraction Anglet + fraction Bayonne    |                | fraction Anglet + fraction Bayonne | 1° La partie de la commune d'Anglet non comprise dans le canton d'Anglet ; 2° La partie de la commune de Bayonne située au nord d'une ligne définie par l'axe des voies et limites suivantes : depuis la limite territoriale de la commune d'Anglet, boulevard d'Aritxague, giratoire Les Pontots, avenue Marcel-Dassault, avenue du Maréchal-Soult, avenue des Allées-Paulmy, ligne droite se prolongeant jusqu'au cours de l'Adour, cours de l'Adour, jusqu'à la limite territoriale de la commune d'Anglet |
| 5  | Bayonne-2                              | Bayonne               | 7 762 + fraction Bayonne              |                | 1 + fraction Bayonne               | 1° La commune suivante : Boucau. 2° La partie de la commune de Bayonne située à l'intérieur du périmètre défini par l'axe des voies et limites suivantes : depuis la limite territoriale de la commune d'Anglet, cours de l'Adour, avenue Henri-Grenet, chemin de Saint-Bernard, quai de Lesseps, rue Sainte-Ursule, ligne de chemin de fer de Bordeaux à Irun, rue Maubec, à partir du numéro 81, cité Madim, ligne de chemin de fer de Bordeaux à Irun, boulevard Jean-d'Amou, chemin de Saint-Étienne, chemin de Hamboum, rue Albert-Thomas, rue René-Cuzacq, avenue du Maréchal-Juin, ligne de chemin de fer de Bordeaux à Irun, cours fluvial de l'Adour, jusqu'à la limite territoriale de la commune de Mouguerre. |
| 6  | Bayonne-3                              | Bayonne               | fraction Bayonne                      |                | fraction Bayonne                   | Partie de la commune de Bayonne non incluse dans les cantons de Bayonne-1 et de Bayonne-2. |
| 7  | Biarritz                               | Biarritz              | 25 306                                | 1,05           | 1                                  | Biarritz. |
| 8  | Billère et Coteaux de Jurançon         | Billère               | 22 469                                | 0,93           | 5                                  | Aubertin, Billère, Jurançon, Laroin, Saint-Faust. |
| 9  | Le Cœur de Béarn                       | Mourenx               | 27 590                                | 1,14           | 47                                 | Abidos, Abos, Angous, Araujuzon, Araux, Audaux, Bastanès, Bésingrand, Biron, Bugnein, Cardesse, Castetnau-Camblong, Castetner, Charre, Cuqueron, Dognen, Gestas, Gurs, Jasses, Laà-Mondrans, Lacommande, Lagor, Lahourcade, Lay-Lamidou, Loubieng, Lucq-de-Béarn, Maslacq, Méritein, Monein, Mourenx, Nabas, Navarrenx, Noguères, Ogenne-Camptort, Os-Marsillon, Ozenx-Montestrucq, Parbayse, Pardies, Préchacq-Navarrenx, Rivehaute, Sarpourenx, Sauvelade, Sus, Susmiou, Tarsacq, Viellenave-de-Navarrenx, Vielleségure. |
| 10 | Hendaye-Côte Basque-Sud                | Hendaye               | 25 130                                | 1,04           | 3                                  | Biriatou, Hendaye, Urrugne. |
| 11 | Lescar, Gave et Terres du Pont-Long    | Lons                  | 28 177                                | 1,16           | 7                                  | Arbus, Artiguelouve, Lescar, Lons, Poey-de-Lescar, Siros, Uzein. |
| 12 | Montagne Basque                        | Mauléon-Licharre      | 25 424                                | 1,05           | 66                                 | Ahaxe-Alciette-Bascassan, Aincille, Ainharp, Ainhice-Mongelos, Alçay-Alçabéhéty-Sunharette, Aldudes, Alos-Sibas-Abense, Anhaux, Arnéguy, Arrast-Larrebieu, Ascarat, Aussurucq, Banca, Barcus, Béhorléguy, Berrogain-Laruns, Bidarray, Bussunarits-Sarrasquette, Bustince-Iriberry, Camou-Cihigue, Caro, Charritte-de-Bas, Chéraute, Espès-Undurein, Estérençuby, Etchebar, Gamarthe, Garindein, Gotein-Libarrenx, Haux, L'Hôpital-Saint-Blaise, Idaux-Mendy, Irouléguy, Ispoure, Jaxu, Lacarre, Lacarry-Arhan-Charritte-de-Haut, Laguinge-Restoue, Larrau, Lasse, Lecumberry, Lichans-Sunhar, Lichos, Licq-Athérey, Mauléon-Licharre, Menditte, Mendive, Moncayolle-Larrory-Mendibieu, Montory, Musculdy, Ordiarp, Ossas-Suhare, Ossès, Roquiague, Sainte-Engrâce, Saint-Étienne-de-Baïgorry, Saint-Jean-le-Vieux, Saint-Jean-Pied-de-Port, Saint-Martin-d'Arrossa, Saint-Michel, Sauguis-Saint-Étienne, Tardets-Sorholus, Trois-Villes, Uhart-Cize, Urepel, Viodos-Abense-de-Bas.                                                              |
| 13 | Nive-Adour                             | Mouguerre             | 23 505                                | 0,97           | 10                                 | Bardos, Briscous, Guiche, Lahonce, Mouguerre, Saint-Pierre-d'Irube, Sames, Urcuit, Urt, Villefranque. |
| 14 | Oloron-Sainte-Marie-1                  | Oloron-Sainte-Marie   | 13 227 + fraction Oloron-Sainte-Marie |                | 32 + fraction Oloron-Sainte-Marie  | 1° Les communes suivantes : Accous, Agnos, Ance-Féas, Aramits, Aren, Arette, Asasp-Arros, Aydius, Bedous, Bidos, Borce, Cette-Eygun, Escot, Esquiule, Etsaut, Eysus, Géronce, Geüs-d'Oloron, Gurmençon, Issor, Lanne-en-Barétous, Lées-Athas, Lescun, Lourdios-Ichère, Lurbe-Saint-Christau, Moumour, Orin, Osse-en-Aspe, Préchacq-Josbaig, Saint-Goin, Sarrance, Urdos. 2° La partie de la commune de d'Oloron-Sainte-Marie située sur la rive gauche des gaves d'Aspe et d'Oloron. |
| 15 | Oloron-Sainte-Marie-2                  | Oloron-Sainte-Marie   | 18 152 + fraction Oloron-Sainte-Marie |                | 33 + fraction Oloron-Sainte-Marie  | 1° Les communes suivantes : Arudy, Aste-Béon, Béost, Bescat, Bielle, Bilhères, Buziet, Buzy, Castet, Eaux-Bonnes, Escou, Escout, Estialescq, Estos, Gère-Bélesten, Goès, Herrère, Izeste, Laruns, Lasseube, Lasseubetat, Ledeuix, Louvie-Juzon, Louvie-Soubiron, Lys, Ogeu-les-Bains, Poey-d'Oloron, Précilhon, Rébénacq, Sainte-Colome, Saucède, Sévignacq-Meyracq, Verdets. 2° La partie de la commune d'Oloron-Sainte-Marie située sur la rive droite des gaves d'Aspe et d'Oloron. |
| 16 | Orthez et Terres des Gaves et du Sel   | Orthez                | 27 680                                | 1,14           | 40                                 | Abitain, Andrein, Athos-Aspis, Auterrive, Autevielle-Saint-Martin-Bideren, Baigts-de-Béarn, Barraute-Camu, Bellocq, Bérenx, Burgaronne, Carresse-Cassaber, Castagnède, Castetbon, Escos, Espiute, Guinarthe-Parenties, L'Hôpital-d'Orion, Laàs, Labastide-Villefranche, Lahontan, Lanneplaà, Léren, Montfort, Narp, Oraàs, Orion, Orriule, Orthez, Ossenx, Puyoô, Ramous, Saint-Boès, Saint-Dos, Saint-Girons-en-Béarn, Saint-Gladie-Arrive-Munein, Saint-Pé-de-Léren, Salies-de-Béarn, Salles-Mongiscard, Sauveterre-de-Béarn, Tabaille-Usquain. |
| 17 | Ouzom, Gave et Rives du Neez           | Nay                   | 21 085                                | 0,87           | 18                                 | Aressy, Arros-de-Nay, Arthez-d'Asson, Assat, Asson, Baliros, Bosdarros, Bourdettes, Bruges-Capbis-Mifaget, Gan, Haut-de-Bosdarros, Meillon, Narcastet, Nay, Pardies-Piétat, Rontignon, Saint-Abit, Uzos. |
| 18 | Pau-1                                  | Pau                   | fraction Pau                          |                | fraction Pau                       | Partie de la commune de Pau située à l'ouest d'une ligne définie par l'axe des voies et limites suivantes : depuis la limite territoriale de la commune de Billère, avenue Jean-Mermoz, boulevard d'Alsace-Lorraine, cours Lyautey, avenue Henri-Dunant, rue du Pasteur-Alphonse-Cadier, avenue Honoré-Baradat, avenue du Loup, boulevard Tourasse, rue Léon-Jouhaux, rue Jean-Moulin, avenue du Loup, avenue de Buros, jusqu'à la limite territoriale de la commune de Buros. |
| 19 | Pau-2                                  | Pau                   | 3 983 + fraction Pau                  |                | 1 + fraction Pau                   | 1° La commune suivante : Idron. 2° La partie de la commune de Pau située à l'est d'une ligne définie par l'axe des voies et limites suivantes : depuis la limite territoriale de la commune de Buros, avenue de Buros, avenue du Loup, rue Jean-Moulin, rue Léon-Jouhaux, boulevard Tourasse, avenue du Loup, avenue Honoré-Baradat, rue Jean-Jaurès, rue Anatole-France, avenue du Loup, rue Jean-Jacques-de-Monaix, avenue des Lilas, avenue de Rousse, allée de Morlàas, avenue Blé-Moullé, avenue du Maréchal-Leclerc, rond-point Yitzhak-Rabin, avenue Alfred-Nobel, jusqu'à la limite territoriale de la commune de Bizanos. |
| 20 | Pau-3                                  | Pau                   | 6 719 + fraction Pau                  |                | 2 + fraction Pau                   | 1° Les communes suivantes : Bizanos, Mazères-Lezons. 2° La partie de la commune de Pau située au sud d'une ligne définie par l'axe des voies et limites suivantes : depuis la limite territoriale de la commune de Bizanos, avenue Alfred-Nobel, rond-point Yitzhak-Rabin, avenue du Maréchal-Leclerc, avenue Blé-Moullé, allée de Morlàas, avenue de Rousse, avenue des Lilas, rue Jean-Jacques-de-Monaix, avenue du Loup, rue Anatole-France, rue Jean-Jaurès, avenue Honoré-Baradat, rue du Pasteur-Alphonse-Cadier, avenue Henri-Dunant, cours Lyautey, boulevard d'Alsace-Lorraine, rue Emile-Garet, rue Lespy, rue Henri-Faisans, cours Bosquet, rue du Maréchal-Foch, rue Serviez, rue Montpensier, rue d'Orléans, rue Faget-de-Baure, rue Saint-Jacques, rue des Cordeliers, rue du Maréchal-Joffre, rue du Château, rue Henri-IV, rue du Moulin, place de la Monnaie, avenue Jean-Biray, ligne droite perpendiculaire à l'avenue Jean-Biray au niveau de la Tour de la Monnaie, jusqu'à la limite territoriale de la commune de Gelos. |
| 21 | Pau-4                                  | Pau                   | 3 656 + fraction Pau                  |                | 1 + fraction Pau                   | 1° La commune suivante : Gelos. 2° La partie de la commune de Pau non incluse dans les cantons de Pau-1, Pau-2 et Pau-3. |
| 22 | Pays de Bidache, Amikuze et Ostibarre  | Saint-Palais          | 20 749                                | 0,86           | 52                                 | Aïcirits-Camou-Suhast, Amendeuix-Oneix, Amorots-Succos, Arancou, Arbérats-Sillègue, Arbouet-Sussaute, Arhansus, Armendarits, Aroue-Ithorots-Olhaïby, Arraute-Charritte, Ayherre, La Bastide-Clairence, Béguios, Béhasque-Lapiste, Bergouey-Viellenave, Beyrie-sur-Joyeuse, Bidache, Bonloc, Bunus, Came, Domezain-Berraute, Etcharry, Gabat, Garris, Hélette, Hosta, Ibarrolle, Iholdy, Ilharre, Irissarry, Isturits, Juxue, Labets-Biscay, Lantabat, Larceveau-Arros-Cibits, Larribar-Sorhapuru, Lohitzun-Oyhercq, Luxe-Sumberraute, Masparraute, Méharin, Mendionde, Orègue, Orsanco, Osserain-Rivareyte, Ostabat-Asme, Pagolle, Saint-Esteben, Saint-Just-Ibarre, Saint-Martin-d'Arberoue, Saint-Palais, Suhescun, Uhart-Mixe. |
| 23 | Pays de Morlaàs et du Montanérès       | Morlaàs               | 21 804                                | 0,9            | 44                                 | Abère, Andoins, Anos, Arrien, Artigueloutan, Baleix, Barinque, Bédeille, Bentayou-Sérée, Bernadets, Buros, Casteide-Doat, Castéra-Loubix, Escoubès, Eslourenties-Daban, Espéchède, Gabaston, Higuères-Souye, Labatut, Lamayou, Lée, Lespourcy, Lombia, Maucor, Maure, Momy, Monségur, Montaner, Morlaàs, Ouillon, Ousse, Ponson-Debat-Pouts, Pontiacq-Viellepinte, Riupeyrous, Saint-Armou, Saint-Castin, Saint-Jammes, Saint-Laurent-Bretagne, Saubole, Sedze-Maubecq, Sedzère, Sendets, Serres-Morlaàs, Urost. |
| 24 | Saint-Jean-de-Luz                      | Saint-Jean-de-Luz     | 27 348                                | 1,13           | 4                                  | Bidart, Ciboure, Guéthary, Saint-Jean-de-Luz. |
| 25 | Terres des Luys et Coteaux du Vic-Bilh | Serres-Castet         | 24 943                                | 1,03           | 72                                 | Anoye, Argelos, Arricau-Bordes, Arrosès, Astis, Aubin, Aubous, Auga, Auriac, Aurions-Idernes, Aydie, Baliracq-Maumusson, Bassillon-Vauzé, Bétracq, Boueilh-Boueilho-Lasque, Bournos, Burosse-Mendousse, Cadillon, Carrère, Castetpugon, Castillon (près de Lembeye), Caubios-Loos, Claracq, Conchez-de-Béarn, Corbère-Abères, Coslédaà-Lube-Boast, Crouseilles, Diusse, Doumy, Escurès, Garlède-Mondebat, Garlin, Gayon, Gerderest, Lalongue, Lalonquette, Lannecaube, Lasclaveries, Lasserre, Lembeye, Lème, Lespielle, Luc-Armau, Lucarré, Lussagnet-Lusson, Mascaraàs-Haron, Maspie-Lalonquère-Juillacq, Miossens-Lanusse, Monassut-Audiracq, Moncaup, Moncla, Monpezat, Montardon, Mont-Disse, Mouhous, Navailles-Angos, Peyrelongue-Abos, Portet, Pouliacq, Ribarrouy, Saint-Jean-Poudge, Samsons-Lion, Sauvagnon, Séméacq-Blachon, Serres-Castet, Sévignacq, Simacourbe, Tadousse-Ussau, Taron-Sadirac-Viellenave, Thèze, Vialer,Viven.                                                                                                   |
| 26 | Ustaritz-Vallées de Nive et Nivelle    | Ustaritz              | 28 442                                | 1,18           | 9                                  | Ahetze, Ainhoa, Arbonne, Arcangues, Ascain, Bassussarry, Saint-Pée-sur-Nivelle, Sare, Ustaritz. |
| 27 | Vallées de l'Ousse et du Lagoin        | Pontacq               | 27 173                                | 1,12           | 29                                 | Aast, Angaïs, Barzun, Baudreix, Bénéjacq, Beuste, Boeil-Bezing, Bordères, Bordes, Coarraze, Espoey, Ger, Gomer, Hours, Igon, Labatmale, Lagos, Lestelle-Bétharram, Limendous, Livron, Lourenties, Lucgarier, Mirepeix, Montaut, Nousty, Ponson-Dessus, Pontacq, Saint-Vincent, Soumoulou. |
|    |                                        |                       | 653 515                               |                | 546                                | |

### Répartition par arrondissement
Contrairement à l'ancien découpage où chaque canton était inclus à l'intérieur d'un seul arrondissement, le nouveau découpage territorial s'affranchit des limites des arrondissements. Certains cantons peuvent être composés de communes appartenant à des arrondissements différents. Dans le département des Pyrénées-Atlantiques, c'est le cas de trois cantons (Le Cœur de Béarn, Montagne Basque et Orthez et Terres des Gaves et du Sel).
Le tableau suivant présente la répartition par arrondissement :
| N° | Canton                                 | Bayonne                            | Oloron-Sainte-Marie               | Pau              | Total                              |
| -- | -------------------------------------- | ---------------------------------- | --------------------------------- | ---------------- | ---------------------------------- |
| 1  | Anglet                                 | fraction Anglet                    |                                   |                  | fraction Anglet                    |
| 2  | Artix et Pays de Soubestre             |                                    |                                   | 54               | 54                                 |
| 3  | Baïgura et Mondarrain                  | 10                                 |                                   |                  | 10                                 |
| 4  | Bayonne-1                              | fraction Anglet + fraction Bayonne |                                   |                  | fraction Anglet + fraction Bayonne |
| 5  | Bayonne-2                              | 1 + fraction Bayonne               |                                   |                  | Boucau + fraction Bayonne          |
| 6  | Bayonne-3                              | fraction Bayonne                   |                                   |                  | fraction Bayonne                   |
| 7  | Biarritz                               | 1                                  |                                   |                  | 1                                  |
| 8  | Billère et Coteaux de Jurançon         |                                    |                                   | 5                | 5                                  |
| 9  | Le Cœur de Béarn                       |                                    | 32                                | 15               | 47                                 |
| 10 | Hendaye-Côte Basque-Sud                | 3                                  |                                   |                  | 3                                  |
| 11 | Lescar, Gave et Terres du Pont-Long    |                                    |                                   | 7                | 7                                  |
| 12 | Montagne Basque                        | 30                                 | 36                                |                  | 66                                 |
| 13 | Nive-Adour                             | 10                                 |                                   |                  | 10                                 |
| 14 | Oloron-Sainte-Marie-1                  |                                    | 33 + fraction Oloron-Sainte-Marie |                  | 33 + fraction Oloron-Sainte-Marie  |
| 15 | Oloron-Sainte-Marie-2                  |                                    | 33 + fraction Oloron-Sainte-Marie |                  | 33 + fraction Oloron-Sainte-Marie  |
| 16 | Orthez et Terres des Gaves et du Sel   |                                    | 20                                | 20               | 40                                 |
| 17 | Ouzom, Gave et Rives du Neez           |                                    |                                   | 18               | 18                                 |
| 18 | Pau-1                                  |                                    |                                   | fraction Pau     | fraction Pau                       |
| 19 | Pau-2                                  |                                    |                                   | 1 + fraction Pau | 1 + fraction Pau                   |
| 20 | Pau-3                                  |                                    |                                   | 2 + fraction Pau | 2 + fraction Pau                   |
| 21 | Pau-4                                  |                                    |                                   | 1 + fraction Pau | 1 + fraction Pau                   |
| 22 | Pays de Bidache, Amikuze et Ostibarre  | 52                                 |                                   |                  | 52                                 |
| 23 | Pays de Morlaàs et du Montanérès       |                                    |                                   | 44               | 44                                 |
| 24 | Saint-Jean-de-Luz                      | 4                                  |                                   |                  | 4                                  |
| 25 | Terres des Luys et Coteaux du Vic-Bilh |                                    |                                   | 72               | 72                                 |
| 26 | Ustaritz-Vallées de Nive et Nivelle    | 9                                  |                                   |                  | 9                                  |
| 27 | Vallées de l'Ousse et du Lagoin        |                                    |                                   | 29               | 29                                 |
|    |                                        | 123                                | 155                               | 268              | 546                                |